# يان يانسين
يان يانسين (بالهولندية: Jan Janssen)‏ مواليد 19 مايو 1940 في جنوب هولندا، هو دراج هولندي سابق في صنف سباق الدراجات على الطريق. سبق أن شارك في دورة الألعاب الأولمبية الصيفية.

## سباقات أو مراحل فاز بها
- طواف فرنسا
- طواف إسبانيا
- بطولة العالم لسباق الدراجات على الطريق

## روابط خارجية
- يان يانسين على موقع أرشيف الدراجات (الإنجليزية)
- يان يانسين على موقع إحصائيات الدراجات الإحترافية (الإنجليزية)
- يان يانسين على موقع CycleBase (الإنجليزية)
- يان يانسين على موقع أوليمبيديا (الإنجليزية)